# Katolikus Liga (1609)
A Katolikus Liga 1609-ben alakult, a Bajor Hercegség vezetésével, válaszul az 1608-ban megalakult Protestáns Unióra. Támogatta a pápa és Spanyolország is. A liga vezetője I. Miksa bajor herceg (1573–1651) volt (1623-tól választófejedelem).
A harmincéves háborúban a liga tagállamai igen jelentős szerephez jutottak. Csapataik fontos győzelmet arattak az 1620-as fehérhegyi csatában és az 1623-as stadtlohni csatában is. Egyik legfőbb hadvezérük Johann t’Serclaes Tilly (1559–1632) volt; ő a felelős többek között Magdeburg felégetéséért is. II. Gusztáv Adolf svéd király 1632-ben a Lech folyó mellett, a raini csatában legyőzte Tilly seregét, a hadvezér maga is életét vesztette a harcban.
A liga formálisan az 1635-ös prágai békekötéssel szűnt meg.